# Ocnerosthenus
Ocnerosthenus is een geslacht van rechtvleugeligen uit de familie Pamphagidae. De wetenschappelijke naam van dit geslacht is voor het eerst geldig gepubliceerd in 1995 door Massa.

## Soorten
Het geslacht Ocnerosthenus omvat de volgende soorten:
- Ocnerosthenus brunnerianus Saussure, 1887
- Ocnerosthenus kneuckeri Krauss, 1909
- Ocnerosthenus lividipes Fishelson, 1985
- Ocnerosthenus poggii Massa, 2012
- Ocnerosthenus simulans Bolívar, 1911
- Ocnerosthenus verrucosus Brunner von Wattenwyl, 1882